# Toxopsoides huttoni
Toxopsoides huttoni är en spindelart som beskrevs av Forster och Wilton 1973. Toxopsoides huttoni ingår i släktet Toxopsoides och familjen Desidae. Inga underarter finns listade i Catalogue of Life.